# (38595) 1999 XD196
1999 XD196 (asteroide 38595) é um asteroide da cintura principal. Possui uma excentricidade de 0.08394680 e uma inclinação de 10.52824º.
Este asteroide foi descoberto no dia 12 de dezembro de 1999 por LINEAR em Socorro.